# Deutsches Theater Berlin
Deutsches Theater Berlin is een theater gevestigd in de Schumannstraße 13a in Berlijn.
Het gebouw was in 1849-1850 opgetrokken naar ontwerp van Eduard Titz. Het werd toen naar de keizer Friedrich-Wilhelm-Städtisches Theater genoemd, en vormde aanvankelijk een bastion van conservatisme en classicisme onder de invloed van keizer Wilhelm II.
Het theatergezelschap van het Deutsches Theater werd in 1883 opgericht door Adolf L'Arronge. Het spande zich voornamelijk in om grote klassieke werken te presenteren aan een breed publiek. Otto Brahm bracht vooral toneelstukken van Gerhart Hauptmann die zeer controversieel waren voor het tijdperk van Wilhelm II.
Max Reinhardt is zijn loopbaan als acteur begonnen in het Deutsches Theater. Hij heeft er enkele succesvolle vertolkingen gebracht, voor hij naar Amerika trok. In 1905 nam Reinhardt de directie van het theater over, en volgden er revolutionaire theaterhervormingen. Mede dankzij de toen nieuwe technologische ontwikkelingen, met name de nieuwe trucages op het gebied van verlichting, werd het theater gemoderniseerd.
Reinhardt werd in 1932 opgevolgd door Heinz Hilpert, die het theater tijdens het nationaalsocialisme tot 1944 leidde. In tegenstelling tot het concurrerende Staatstheater aan de Gendarmenmarkt, was het Deutsches Theater van Reinhardt en Hilpert een podium voor de fijne nuance en hanteerde het een zachtere algemene toon. Het werd echter onderworpen aan de nazi-censuur, en door het afwijkende programma werd het op den duur gedwongen de deuren te sluiten.
In 1945 werd het theater uiteindelijk heropend onder leiding van Gustav von Wangenheim.
In 2002 en 2005 werden er producties van het theater genomineerd voor de Nestroy Theater Prijs. In 2005, 2008 en 2023 werd het theater door enkele tientallen door het blad Theater heute gevraagde theatercritici gekozen tot 'Theater des Jahres'.